# MTV Portugalia
MTV Portugalia (Music Television Portugalia) – kanał wystartował 2003 roku w Portugalii. 
MTV można oglądać przez kablówkę (Cabovisao, ZON TVCabo) i satelitę telewizyjną (ZON TVCabo, TVTEL, meo sat). Prezenterami są Diogo i Luisa.

## Programy

### Programy lokalne
- Hitlist Portugal
- MTV Brand:New
- MTV News
- Dance Floor Chart

### Inne
- Euro Top 20
- Rock Chart
- MTV Push
- MTV World Stage